# Bhaktivedanta Swami Prabhupada
Abhay Charanaravinda Bhaktivedanta Swami Prabhupada (em sânscrito:  अभयचरणारविन्द भक्तिवेदान्तस्वामी प्रभुपाद, ɐbʱɐjɐt͡ʃɐɾɐɳɑːɾɐʋɪn̪d̪ɐ bʱɐkt̪ɪʋeːd̪ɑːn̪t̪ɐs̪ʋɑːmiː pɾɐbʱupɑːd̪ɐ, em bengali:  অভয়চরণারবিন্দ ভক্তিবেদান্ত স্বামী প্রভুপাদ) (1 de setembro de 1896 – 14 de novembro de 1977) foi um líder religioso indiano, fundador da Sociedade Internacional para a Consciência de Krishna, comumente conhecida como Movimento Hare Krishna. Nascido em Calcutá, Prabhupada migrou para os Estados Unidos em 1965 e surgiu como uma figura importante da contracultura ocidental, apresentando a cultura védica a milhões de pessoas em todo o mundo. Seus seguidores o reconhecem como mensageiro de Krishna.
Apesar dos ataques de membros da comunidade acadêmica e de grupos de apologética cristã, Prabhupada recebeu acolhida favorável de muitos estudiosos da religião, tais como J. Stillson Judá, Harvey Cox, Shinn Larry e Thomas Hopkins, que elogiou as traduções de Prabhupada e defendeu seu movimento contra as imagens distorcidas e as más apresentações veiculadas pela mídia.
Prabhupada foi descrito como um líder carismático, no sentido usado pelo sociólogo Max Weber, devido à sua bem-sucedida aquisição de seguidores nos Estados Unidos, Índia, Austrália, países da Europa, da África e outras regiões. Após sua morte, o Movimento Hare Krishna continuou a crescer e desenvolver-se e está presente até os dias de hoje, contando com diferentes sedes ao redor do mundo que celebram a vida de Prabhupada e seus discípulos.

## Biografia
A. C. Bhaktivedanta Swami Prabhupada nasceu em 1896 em Calcutá, filho de Gour Mohan e Rajani De. Seus pais eram devotos de Krishna e deram-lhe o nome de Abhay Charan ("destemido por ter se abrigado no Senhor"). Seu pai, Gour Mohan, educou-o à risca de acordo com a etiqueta devocional (vaishnava) e deu-lhe todos os ensinamentos básicos do Bagavadeguitá, ensinou-o a cozinhar e a tocar mridanga (instrumento de percussão de origem indiana). Gour Mohan sempre quis que o seu filho se tornasse um devoto de Seri Rada e Krishna.
Srila Prabhupada concluiu em 1920 os seus estudos em sânscrito, filosofia, inglês e economia no Scottisch Churches College. Por circunstâncias auspiciosas ele encontrou em 1922 o seu mestre espiritual Bhaktisiddhanta Sarasvati Maharaja, em Calcutá. Em 1932 ele recebeu a primeira e segunda iniciação por Bhaktisiddhanta Sarasvati Maharaja, um proeminente erudito devocional e fundador de sessenta e quatro Gaudiya Mathas(institutos védicos), que lhe deu o nome de Abhay Caranaravinda. Naquela época, Srila Prabhupada ainda estava enredado na vida familiar e nos negócios. Quando pensava em abandonar os seus afazeres materiais para viver no templo, Bhaktisiddhanta Maharaja o desencorajava. Alguns dos devotos queriam que Srila Prabhupada assumisse a direção de um dos maiores templos da Gaudiya-Matha de Srila Bhaktisiddhanta, mas o próprio Bhaktisiddhanta tinha outros planos. Ele não queria que Srila Prabhupada se envolvesse diretamente com a Gaudiya-Matha.No primeiro encontro que tiveram em 1922, Srila Bhaktisiddhanta pediu que Srila Prabhupada difundisse o conhecimento védico na língua inglesa. Nos anos que se seguiram, Srila Prabhupada escreveu um comentário sobre o Bhagavad Gita e ajudou a Gaudiya Matha no seu serviço de pregação.

### Obras
Em 1944 ele publicou o primeiro número duma revista quinzenal em inglês Back to Godhead ("De volta para o Supremo). Ele próprio redigia, dactilografava os manuscritos e revia as provas, distribuindo ele mesmo as revistas nas ruas de Nova Delhi de forma gratuita. Lutava para manter a publicação, pedindo doações de papel e algumas moedas. Desde então, a revista chamada "De Volta ao Supremo" continua a ser publicada ininterruptamente e é editada em mais de trinta línguas. Em seguida, começou a tradução do Bagavadeguitá e do Seri Ixa Upanixade. Embora Srila Prabhupada sempre tentasse organizar a pregação, não sabia como transformá-la em realidade. A sua ideia era inspirar devotos na Índia e ir com eles para os Estados Unidos.Com esse objectivo, ele fundou a League of Devotees (Sociedade dos Devotos), por intermédio da qual conseguiu alguns colaboradores.
"Pelo reconhecimento da erudição filosófica e devoção, a Sociedade vaishnava Gaudiya honrou, em 1947, Srila Prabhupada com o título de 'Bhaktivedanta'." Em 1954, com 58 anos, Srila Prabhupada retirou-se da vida familiar e tomou vanaprastha (ordem de vida retirada), para poder dedicar-se mais tempo aos estudos e às atividades literárias. Srila Prabhupada dirigiu-se para a cidade de Vrindavan, o famoso lugar sagrado onde Krishna tinha aparecido há cinco mil anos. Ele achou abrigo no templo medieval de Rada-Damodara, onde vivia em condições humildes, dedicando-se profundamente aos estudos por muitos anos.
Em 1959 entrou na ordem de vida renunciada (sannyasa). No templo de Rada-Damodara Srila Prabhupada iniciou a obra da sua vida, a tradução dos muitos volumes do Srimad-Bhagavatam com comentários dos 18 000 versos. Ali escreveu também o livro "Easy Journey to Other Planets" ("Viagem fácil a outros planetas").
Sendo um sannyasi sem recursos materiais, Srila Prabhupada teve dificuldade em arranjar os meios necessários para suas publicações. Apesar disso conseguiu publicar até 1965, graças a donativos, o Primeiro Canto do Srimad-Bhagavatam em 3 volumes. Além disso Srila Prabhupada esforçava-se para conseguir uma viagem gratis para os Estados Unidos, que por fim lhe foi concedida pro Sumati Morarji, proprietária da Scindia Steamship Company. E assim Srila Prabhupada viajou, sozinho, para os Estados Unidos no outono de 1965 a bordo do cargueiro Jaladuta, para cumprir a missão do seu mestre espiritual. Quando Srila Prabhupada chegou com o navio no porto de Nova Iorque, ele praticamente estava sem recursos financeiros. Após um ano cheio de dificuldades Srila Prabhupada fundou em julho de 1966 a Sociedade Internacional da Consciência de Krishna (ISKCON), que sob sua direção pessoal se desenvolveu numa década num movimento mundial com mais de 100 ashramas, escolas, templos e comunidades rurais. Em 1968 Srila Prabhupada fundou nas colinas do Oeste da Virginia a primeira comunidade rural da consciência de Krishna, que serviu de exemplo para projetos idênticos em todos os continentes. Em 1972, com a fundação da escola gurukula em Dallas, Texas, Srila Prabhupada introduziu o sistema védico de ensino elementar e secundário no Ocidente.
Com o constante aumento do número de alunos formaram-se 10 outras escolas até 1978. A mais importante das suas escolas está sediada em Vrindavan, Índia. Também na Índia Srila Prabhupada criou muitos projetos, como por exemplo o impressionante templo de Krishna-Balarama em Vrindavana, o Centro de Congresso e Cultural junto com o templo e casa internacional de hóspedes em Bombay e o Centro Mundial da ISKCON em Sridhama Mayapur (Bengala), onde se projeta erguer uma cidade em moldes védicos.
Além destas muitas atividades Srila Prabhupada sempre via na publicação de livros sua tarefa principal, e assim em 1972 ele fundou a Bhaktivedanta Book Trust (BBT), hoje a maior editora na Índia de literatura religiosa e filosófica. Até seu desaparecimento em 14 de novembro de 1977 em Vrindavana, Srila Prabhupada, apesar da sua idade avançada, viajou 14 vezes em viagens de pregação ao redor da terra. Não obstante desta apertada agenda, publicou continuamente novos livros - num total de mais de 80 volumes - que hoje em dia são traduzidos em numerosas línguas.
Nestes onze anos, de 1966 até 1977, Srila Prabhupada iniciou milhares de discípulos e escreveu, além dos seus livros, cinco mil cartas que hoje estão disponíveis em forma de livros, para seus seguidores.
Srila Prabhupada faleceu em Vrindavan, Índia, no ano de 1977. Seus discípulos continuam levando adiante o movimento que ele iniciou e a mensagem que ele trouxe da Índia para o Ocidente.